# (500315) 2012 RB22
(500315) 2012 RB22 es un asteroide perteneciente al cinturón de asteroides, descubierto el 20 de enero de 2009 por el equipo del Catalina Sky Survey desde el Catalina Sky Survey, Arizona, Estados Unidos.

## Designación y nombre
Designado provisionalmente como 2012 RB22.

## Características orbitales
2012 RB22 está situado a una distancia media del Sol de 3,118 ua, pudiendo alejarse hasta 3,314 ua y acercarse hasta 2,922 ua. Su excentricidad es 0,062 y la inclinación orbital 11,55 grados. Emplea 2011,55 días en completar una órbita alrededor del Sol.
Los próximos acercamientos a la órbita de Júpiter se producirán el 19 de mayo de 2045, el 13 de julio de 2117 y el 13 de noviembre de 2127, entre otros.

## Características físicas
La magnitud absoluta de 2012 RB22 es 15,8.